# منشأ قومی مردم در کانادا
منشأ قومی مردم در کانادا (انگلیسی: Ethnic origins of people in Canada) در سرشماری ۲۰۲۱ کانادا بیش از ۴۵۰ «منشأ قومی یا فرهنگی» توسط کانادایی‌ها گزارش شده‌است. گروه‌های اصلی پان‌قوم در کانادا عبارتند از: اروپایی (۵۲٫۵٪)، آمریکای شمالی (۲۲٫۹٪)، گروه‌های قومی در آسیا (۱۹٫۳٪)، بومی آمریکای شمالی (سرخپوست‌ها (۶٫۱٪)، آفریقایی (۳٫۸٪)، لاتین، آمریکای مرکزی و آمریکای لاتین (۲٫۵٪)، دریای کارائیب (۲٫۱٪)، اقیانوسیه ۰٫۳٪، و سایر (۶٪). آمار کانادا گزارش می‌دهد که ۳۵٫۵٪ از جمعیت منشأ قومی متعدد را گزارش کرده‌اند، بنابراین آمار کل بیش از ۱۰۰٪ است.